# Siphocampylus denticulosus
Siphocampylus denticulosus är en klockväxtart som beskrevs av Jules Émile Planchon. Siphocampylus denticulosus ingår i släktet Siphocampylus och familjen klockväxter.
Artens utbredningsområde är Colombia. Inga underarter finns listade i Catalogue of Life.